# Via con me
Via con me is een nummer van de Italiaanse zanger Paolo Conte uit 1981. Het stond als vijfde track op het album Paris milonga. De zanger heeft het nummer meerdere keren opnieuw opgenomen en onder andere in 1994 en 1998 als single uitgebracht.

## Achtergrond
Via con me is geschreven door Paolo Conte en geproduceerd door Italo Greco. Het is een Italiaanstalig jazznummer, waarin de zanger vraagt aan zijn geliefde of zij met hem wilt vertrekken, de wereld in. Het is wereldwijd een van de meest bekende liedjes van de zanger en van de Italiaanse taal. De zanger heeft gezegd dat het het meest favoriete lied is dat hij heeft geschreven. In 2022 was er een documentaire over het leven van de zanger met de titel Paolo Conte, Via con me.

## Hitnoteringen
Het lied was bij de heruitgave in 1994 succesvol in Frankrijk. Hier kwam het tot de 21e plaats in de hitlijst en was het in totaal zeventien weken in de lijst te vinden.

## Films en reclames
Het lied is veelvoudig in films en reclames gebruikt. Het werd in 1983 gebruikt van de film Tu mi turbi. Daarnaast kwam het 1995 voorbij in de film French Kiss en in 2002 in de film Welcome to Collinwood. In Nederland heeft het meer bekendheid vergaard doordat het jarenlang gebruikt werd in een reclame voor Brand-bier.